# Clemens August von Ketteler

Wappen der Adelsfamilie von Ketteler

Clemens August von Ketteler (* 15. Dezember 1720; † 20. März 1800) war Domherr in Münster, Worms und Osnabrück und übte im Hochstift Münster auch wichtige weltliche Ämter aus.

## Leben
Er stammte aus der westfälischen Adelsfamilie von Ketteler und war Sohn des Alexander Anton von Ketteler zu Harkotten und der Maria Sophia (geb. von der Tinnen zu Möllenbeck).
Von Ketteler trat in den geistlichen Stand ein und war ab 1733 Domizellar in Worms. Die Präbende, welche er 1748 resignierte, hatte er auf Vermittlung seines Großonkels Christoph Joest von Ketteler (1651–1735) erhalten, der selbst als Domkapitular und Stiftsdekan in Worms amtierte.
Ab 1746 war Clemens August von Ketteler, nach dem Verzicht seines Bruders auf dieses Amt, Domherr in Münster. Auf Grund kaiserlicher Fürsprache wurde er 1751 auch Domherr in Osnabrück. Auch diesen Posten resignierte er zu einem nicht klaren Zeitpunkt zwischen 1771 und 1791. Daneben gehörte er in Münster dem Kapitel des Kollegiatstift Alter Dom an. In diesem wurde er 1753 zum Propst gewählt. Clemens August von Ketteler amtierte ab 1766 als Oberwerkmeister am Münsteraner Dom. Im Jahr 1780 wurde er Domküster und 1782 Dompropst in Münster. Im Jahr 1788 optierte er das Archidiakonat Billerbeck.
Daneben übte der Kleriker bedeutende weltliche Ämter im Hochstift Münster aus. Er war geheimer Rat, später Präsident des geheimen Rates, fürstlicher Deputierter bei der Landpfennigkammer und fürstlicher Landtagskommissar. Des Weiteren war er Großkreuzherr des Ordens vom heiligen Michael.
Sein Epitaph befindet sich im Dom zu Münster.
Der bedeutende Mainzer Bischof Wilhelm Emmanuel von Ketteler (1811–1877) ist der Urenkel seines Bruders Goswin Lubbert von Ketteler zu Harkotten. Des Bischofs Schwester Maria Anna von Ketteler (1802–1884) ist wiederum die Großmutter des seliggesprochenen Bekennerbischofs und Kardinals Clemens August Graf von Galen (1878–1946).